# Theresia Prammer

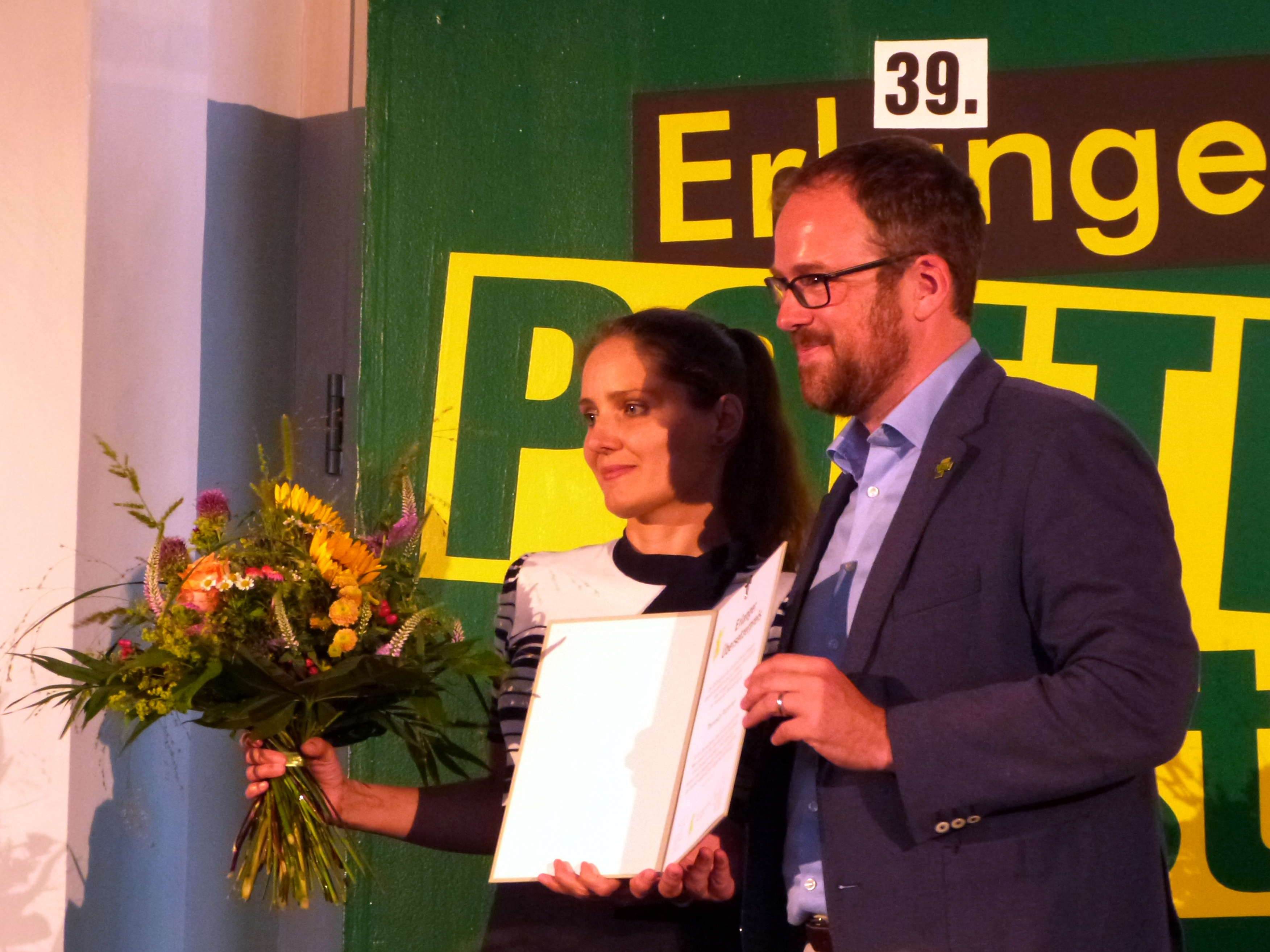
Theresia Prammer und OB Florian Janik bei der Preisvergabe auf dem Erlanger Poetenfest 2019

Theresia Prammer (* 26. November 1973 in Niederösterreich) ist eine österreichische Autorin, Romanistin, Übersetzerin und Essayistin.

## Leben und Wirken
Theresia Prammer studierte 1996 bis 2000 Romanistik in Wien, Bologna und Neapel. 2001 erhielt sie ein Stipendium der Österreichischen Akademie der Wissenschaften. Ihre Studie „Lesarten der Sprache“ war Andrea Zanzotto gewidmet; 2008 veröffentlichte sie den Band „Übersetzen, Überschreiben, Einverleiben. Verlaufsformen poetischer Rede“.
Theresia Prammer übersetzt Lyrik aus dem Französischen (Ghérasim Luca) und Italienischen (u. a. Pier Paolo Pasolini) ins Deutsche sowie aus dem Deutschen ins Italienische und publiziert Bücher zur Gegenwartsliteratur und Übersetzungstheorie. Seit 2013 betreibt sie in Berlin den Literatursalon Attico, 2020 gründete sie das Dante-Zentrum für Poesie und Poetik. Als Dozentin ist sie dem Institut für Sprachkunst in Wien verbunden.   
Sie ist Herausgeberin mehrerer Anthologien und Schwerpunkt-Dossiers, etwa zu Pier Paolo Pasolini, Eugenio Montale oder Ghérasim Luca sowie Literaturvermittlerin und Veranstalterin von Literaturtagen und Autorenbegegnungen. Des Weiteren ist sie Jurymitglied für den Österreichischen Buchpreis 2025.
Seit 2003 lebt sie überwiegend in Berlin.

## Veröffentlichungen

### Bücher
- Theresia Prammer: Lesarten der Sprache. Königshausen und Neumann, Würzburg 2005, ISBN 3-8260-2963-1.
- Übersetzen, Überschreiben, Einverleiben. Verlaufsformen poetischer Rede. Klever, Wien 2009, ISBN 978-3-902665-12-6.
- Theresia Prammer (mit Ann Cotten und Monika Rinck): Fährten. Drei Texte zu Fernand Deligny. Verlag Peter Engstler, Ostheim/Rhön 2018, ISBN 978-3-946685-10-4.

### Herausgeberschaft
- Theresia Prammer (Hrsg.): Zwischen den Zeilen 23. Mouvante limite. Engeler, Weil am Rhein 2004.
- Theresia Prammer (Hrsg.): Schreibheft. Dossier zu Ghérasim Luca. Im Faltenflug der Zeit steht der Gedanke Kopf. Rigodon, Essen 2006.
- Theresia Prammer (Hrsg.): Schreibheft. Dossier zu Pier Paolo Pasolini. Eine Wissenschaft vom Licht. Gedichte 1960–1975. Rigodon, Essen 2009.
- Theresia Prammer (Hrsg.): italo.log. Wöchentliche Gedichtanthologie italienischer Gegenwartslyrik auf satt.org. Von Februar 2008 – April 2010. (Zusammen mit Roberto Galaverni)
- Theresia Prammer (Hrsg.): Die Macht der Maulwürfe. Neuere Dialektlyrik aus Italien. Lichtungen, Graz 2010.
- Theresia Prammer (Hrsg.): Ricostruzioni. Nuovi poeti di Berlino. Scheiwiller, Mailand 2011, ISBN 978-88-7644-612-2.
- Theresia Prammer (Hrsg.): Antreten gegen die Welt. Ezra Pounds Erbe. Edition per procura, Lana 2018. ISBN 978-3-901118-63-9. (Zusammen mit Christine Vescoli)
- Theresia Prammer (Hrsg.): Der Ort des Schreibens findet statt: Begegnungen mit Oskar Pastior. Verlag Peter Engstler, Ostheim/Rhön 2019, ISBN 978-3-946685-28-9.
- Theresia Prammer (Hrsg.): Was für Sätze. Zu Ilse Aichinger. Edition Korrespondenzen, Wien (Zusammen mit Christine Vescoli), ISBN 978-3-902951-34-2
- Theresia Prammer (Hrsg.): Zanzotto europeo, la sua poesia di movimento. (Zusammen mit Andrea Cortellessa und Maria Carolina Foi). Vol. 2: Berlino. Cesati, Florenz 2024, ISBN 979-1-254-96200-8.
- Theresia Prammer (Hrsg.): Lectura Dantis. Zeitgenössische Dichtung im Dialog mit Dantes Commedia. Urs Engeler, Schupfart 2025, ISBN 978-3-907369-48-7.

### Übersetzungen
- (mit Mirko Bonné und Michael Hammerschmid) Ghérasim Luca: Das Körperecho / Lapsus linguae. Engeler, Weil am Rhein 2004, ISBN 3-905591-78-2.
- (mit Alma Vallazza) Amelia Rosselli: Ausgewählte Gedichte. Ed. per procura, Wien 2009, ISBN 978-3-901118-53-1.
- (mit Camilla Miglio) Ulrike Draesner: Viaggio obliquo. Poesie 1995–2009. Lavieri, Sant’Angelo 2010, ISBN 9788889312650
- (mit Annette Kopetzki) Pier Paolo Pasolini: Rom, andere Stadt. Wiesbaden, Corso 2015, ISBN 978-3-7374-0722-9.
- (mit Piero Salabé) Valerio Magrelli: Vom heimlichen Ehrgeiz, ein Bleistift zu sein. Carl Hanser Verlag, München 2016, ISBN 978-3-446-25277-6.
- Pier Paolo Pasolini: Späte und nachgelassene Gedichte. Erlangen, Kulturamt 2019.
- Pier Paolo Pasolini: Nach meinem Tod zu veröffentlichen. Späte Gedichte. Suhrkamp, Berlin 2021, ISBN 3518430092.
- Giovanni Pascoli: Nester. Gedichte. Wallstein, Göttingen 2024, ISBN 978-3-8353-5709-9.
- Andrea Zanzotto: Haiku. (For a season) (per una stagione) (für eine Jahreszeit). Klever, Wien 2025, ISBN 978-3-99156-015-9

## Auszeichnungen
- 2000: Übersetzerpreis der Stadt Wien[11]
- 2008: Doc Award der Universität Wien
- 2009: Literaturstipendium Lana
- 2017: Heimrad Bäcker-Essaypreis
- 2019: Erlanger Literaturpreis für Poesie als Übersetzung[12]
- 2019: Übersetzerpreis Ginkgo-Biloba für Lyrik[13][14]
- 2022: Österreichischer Staatspreis für literarische Übersetzung[15]
- 2023: Zuger Übersetzer-Stipendium
- 2025: Mitglied der Akademie der Wissenschaften und der Literatur[16]